# Liste des rois de Carthage
Sauf précision contraire, les dates de cet article sont sous-entendues « avant l'ère commune », c'est-à-dire « avant Jésus-Christ ».
 (mai 2008).
Cette page est destinée à présenter la liste des rois de Carthage.
Jusqu'en 308, Carthage aurait été une monarchie, aux yeux des interlocuteurs étrangers, même si sa constitution pose de singuliers problèmes aux historiens. La question de la constitution de Carthage à la suite d'un texte extrêmement complexe d'Aristote semble avoir questionné les penseurs politiques depuis l'Antiquité. La liste ci-dessous est basée sur les travaux de Gilbert Charles-Picard, à la suite des travaux d'autres chercheurs, et elle n'est qu'une hypothèse parmi d'autres sur les institutions politiques carthaginoises. En effet, bien des spécialistes considèrent que cette interprétation est erronée et doit être abandonnée, en particulier Maurice Sznycer et Serge Lancel, et que les présumés rois étaient en réalité des magistratures élevées mais non un régime monarchique.

## Didoniens
- Didon (814-v. 760)
- non connu
- Hannon Ier (v. 580-v. 556)
- Malchus de Carthage (v. 556-v. 550)

Après le règne de la légendaire Didon se serait instauré un gouvernement républicain et oligarchique, constitué de deux suffètes (juges avec des pouvoirs exécutif, judiciaire et militaire), d'un sénat (assemblée délibérante) et d'un conseil aristocratique des Anciens (convoqué en cas d'événements graves).

## Magonides
- Magon Ier (v. 550-v. 530)
- Hasdrubal Ier (v. 530-v. 510)
- Hamilcar Ier (v. 510-480)
- Hannon II (480-440)
- Himilcon Ier (460-410) règne en Sicile
- Hannibal Ier (440-406)
- Himilcon II (406-396)
- Magon II (396-375)
- Magon III (375-344)
- Hannon III (344-340)

Après la mort d'Hamilcar Ier, le roi perd la majeure partie de ses pouvoirs en faveur du conseil des Anciens.

## Hannoniens ouHannonides
- Hannon IV (340-337)
- Giscon (337-330)
- Hamilcar II (330-309)
- Bomilcar (309-308)

En 308, Bomilcar tente de rendre au monarque ses pleins pouvoirs mais échoue, ce qui fait que Carthage serait devenue aussi bien dans le nom que dans les faits une république.

## Sources
- Diodore de Sicile, Bibliothèque historique [détail des éditions] [lire en ligne]
- Justin, Abrégé des Histoires philippiques de Trogue Pompée [détail des éditions] [lire en ligne]
- Polybe, Histoires [détail des éditions] [lire en ligne]
- Tite-Live, Histoire romaine [détail des éditions] [lire en ligne]
- Silius Italicus, Punica